# Tiroteo en la escuela Taiúva
El 28 de enero de 2003, se produjo un tiroteo masivo en la Escola Estadual Coronel Benedito Ortiz  en Taiúva, São Paulo, Brasil. El exalumno Edmar Freitas, de 18 años, abrió fuego contra las personas que se encontraban dentro de la escuela, hiriendo a ocho personas antes de suicidarse. El tiroteo fue motivado por estudiantes que intimidaban a Freitas durante su estancia en la escuela.

## Tiroteo
A las 14.40 horas ( BRST ) del 28 de enero de 2003, Edmar Freitas, de 18 años, armado con un revólver calibre 38 y un cuchillo y portando una bolsa de municiones, escaló una pared lateral de 2,7 metros (8,9 pies) y entró al patio de la escuela, donde alrededor de 50 estudiantes se habían reunido durante el período de transición. Abrió fuego al azar dentro del patio, hiriendo a cinco estudiantes, uno de los cuales, Pedro Russo Júnior, de 17 años, quedó tetrapléjico. Luego, Freitas entró en la escuela y continuó disparando, hiriendo a un maestro y a un sexto estudiante. Freitas se dirigió a la oficina del conserje y disparó e hirió al conserje, luego apuntó con su revólver a la esposa del conserje, Maria do Carmo, quien le rogó que no le disparara. Salvando a do Carmo, Freitas se apuntó con su arma y se pegó un tiro en la oreja, muriendo instantáneamente.
Los informes contemporáneos sugirieron que Freitas disparó indiscriminadamente, aunque un maestro sugirió en 2019 que disparó específicamente a algunas víctimas y salvó a otras personas. El Diário do Grande ABC también informó que el pistolero había intentado tomar como rehén a un miembro del personal.

## Perpetrador
Edimar Aparecido de Freitas (5 de diciembre de 1984 - 28 de enero de 2003), de 18 años, era un exalumno de la escuela y se graduó en 2002. Sus compañeros afirmaron que Freitas era normal, pero tímido y retraído  En sus primeros años de adolescencia, fue intimidado en la escuela por su obesidad; el acoso continuó incluso después de haber perdido peso. Según los informes, sus compañeros de clase dijeron que Freitas habló de disparar a la gente y volar la escuela, aunque los investigadores no confirmaron estas sugerencias.
Los investigadores que registraron la casa de Freitas descubrieron un revólver calibre .22 y revistas que trataban sobre la Alemania nazi y Adolf Hitler, temas en los que se sabía que Freitas tenía interés. Determinaron que cometió el tiroteo por acoso y enojo hacia sus compañeros.

### Secuelas
En 2005, un juez regional dictaminó que la seguridad de la escuela era inadecuada en el momento del tiroteo y afirmó que no había ningún guardia presente para detener al tirador. Se ordenó al gobierno brasileño compensar 305 días de salario a las víctimas por daños físicos y mentales. El gobierno presentó un recurso de apelación en 2006, que aún estaba siendo deliberado en 2011.
Wellington Menezes de Oliveira, autor del tiroteo en una escuela de Río de Janeiro en 2011, mencionó a Freitas en un vídeo, junto con Seung-Hui Cho y un adolescente australiano que tomó represalias contra el acoso escolar.